# قرد الرقص
قرد الرقص (بالإنجليزية: Dance Monkey) هي أغنية للمغنية الأسترالية تونيس أند أي من أسطوانتها المطولة الأولي الأطفال قادمون. تم إصدارها في 10 مايو 2019، بواسطة الشركات: دفعة سيئة، وسوني للترفيه الموسيقي، وإليكترا ريكوردز.